# Levi Eckeskog
Levi Agaton Eckeskog, född  18 juni 1951 i Torps församling, Västernorrlands län, politiker (kristdemokrat),  förbundssekreterare för Kristdemokratiska ungdomsförbundet 1977-1980, tidigare ledamot och gruppledare för partiet i Östergötlands läns landstingsfullmäktige, landstingsråd och ledamot i kommunfullmäktige i Boxholm. Har också varit ordförande för Kristdemokraterna i Boxholm. Härstammar från Fäboliden på sin fars sida.